# Lepthyphantes zaragozai
Lepthyphantes zaragozai là một loài nhện trong họ Linyphiidae.
Loài này thuộc chi Lepthyphantes. Lepthyphantes zaragozai được miêu tả năm 1981 bởi Ribera.